# Velký Zvon
Der Velký Zvon (deutsch Plattenberg) ist ein Gipfel des mittleren Oberpfälzer Waldes.
Er befindet sich an der tschechisch-deutschen Staatsgrenze im Okres Domažlice etwa zwei Kilometer nordöstlich bzw. nördlich der beiden Wüstungen Pleš (Plöß) und Václav (Wenzelsdorf) und 2,5 Kilometer nördlich der Wüstung Bügellohe. Südlich erhebt sich der Weingartnerfels mit dem Böhmerwald-Aussichtsturm.
Auf dem Gipfel steht ein Radar- und Funküberwachungsturm der tschechischen Streitkräfte. Dieser wurde während des Kalten Krieges erbaut und wird weiterhin genutzt.
Heute beherbergt der Turm Radar- und Funksysteme der militärischen Flugsicherung zur Luftraumüberwachung in der Tschechischen Republik und ihrer Umgebung. Die Abschottung des Gebiets als militärisches Sperrgebiet wurde aufgehoben, wenngleich der Gipfel noch immer eingezäunt ist und daher nicht betreten werden kann.
Von der Turmanlage aus besteht Sichtkontakt zu den ehemaligen Überwachungsstellungen auf den Gipfeln des Havran (Rabenberg) im Norden und dem Čerchov (Schwarzkopf) im Süden.
Hinweise in Chroniken und Funde vor Ort belegen, dass in früheren Jahrhunderten auf dem Gipfel eine Burg gestanden hat. Auch die Umgebung wurde in Absprache mit den örtlichen Fürsten durch die Bevölkerung intensiv genutzt.
So sind Funde, Überreste und Ortsnamen in der Nähe Beleg, dass Eisenabbau stattgefunden hat.
Weiterhin wurden im Rahmen militärischer Baumaßnahmen alte Mauerreste entdeckt, allerdings nicht näher untersucht.

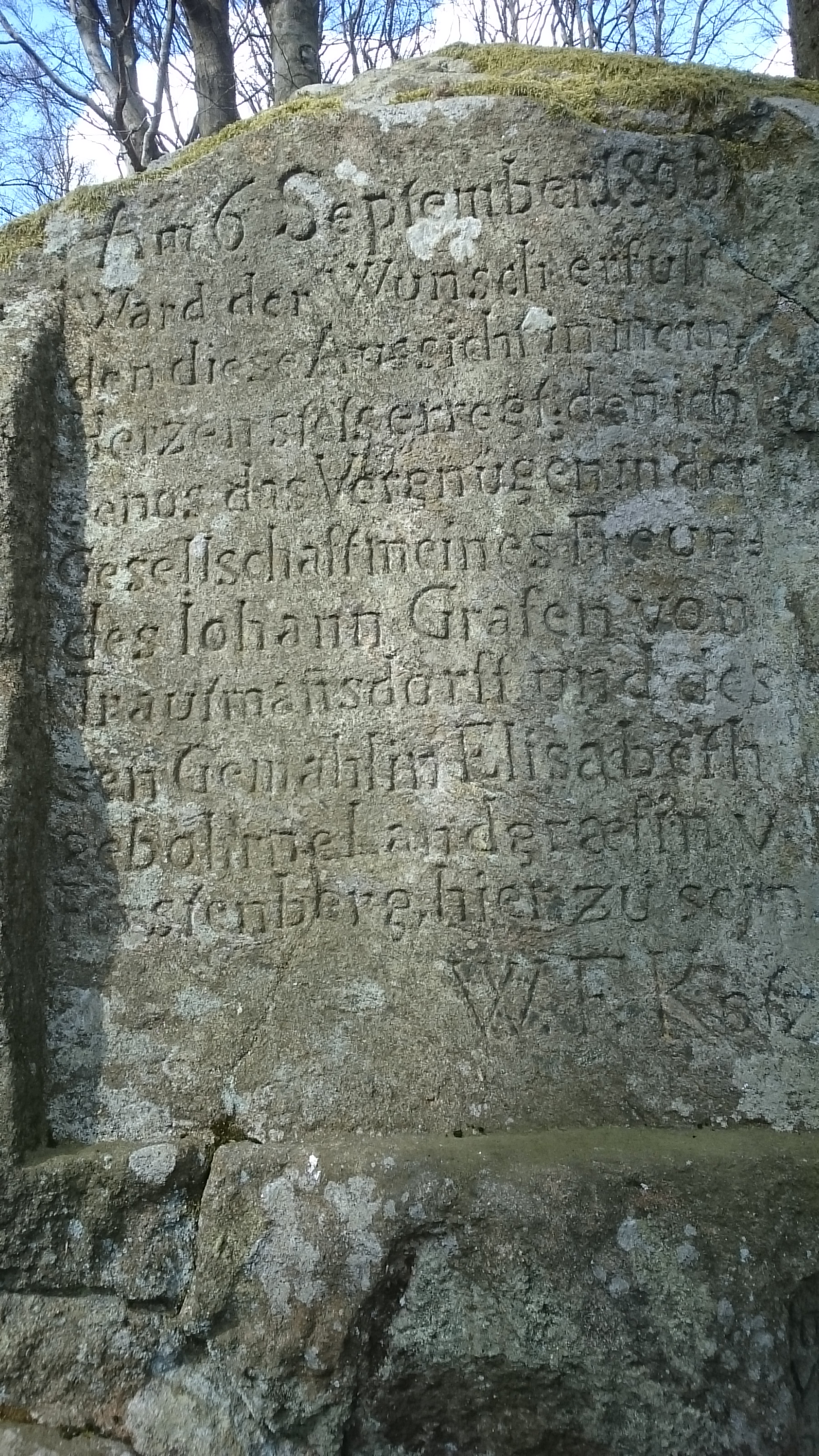
Inschriften an den Kotz'schen Steinen auf dem Plattenberg

## Kotz'sche Steine
Der Zvon lag im Herrschaftsgebiet derer von Kotz, die ihren Wohnsitz im nahegelegenen Heiligkreuz hatten.
Im 19. Jahrhundert war der Gipfel des Zvon nicht bewaldet, sondern parkartig gestaltet mit Gehwegen, Treppen und Sitzgelegenheiten.
Ein Aussichtspunkt wurde Kotz'sche Aussicht (Kocova vyhlídka) genannt.
In die Felsen dieser Parklandschaft wurden in den Jahren von 1800 bis 1936 an verschiedenen Stellen Inschriften eingemeißelt.
Autoren dieser Inschriften waren neben den Angehörigen der Familie Kotz auch deren Freunde, Jäger, Glaser und der Pfarrer von Plöss.
Auf der Südseite des Zvon, direkt unterhalb des Gipfels, befindet sich eine vorspringende Felsnase, genannt Kotz'sche Steine (Kocovy kameny).
An der Westseite befinden sich mehrere in den Stein gehauene Tafeln aus den Jahren 1800 bis 1896.
Diese tragen Inschriften, die an gemeinsame Ausflüge der befreundeten Adligen aus dem Geschlecht der Kotz von Dobrz und der Trauttmansdorff auf den Zvon erinnern.
Man gelangt zu diesen Steinen, indem man auf der Militärstraße zum Gipfel des Zvon emporsteigt.
Kurz vor dem Eisentor, das zum militärischen Sperrgebiet führt, geht man nach rechts quer durch den Wald zu der etwa 100 Meter entfernten Felsnase mit den Inschriften.
(Standort)

### Inschriften
„Am 6. September 1800
Ward der Wunsch erfült
den diese Aussicht in mein
Herzen stets erregt den ich
genos das Vergnügen in der
Gesellschaft meines Freun-
des Johann Grafen von
Trautmansdorft und des-
sen Gemahlin Elisabeth
gebohrne Landgräfin v.
Fürstenberg hier zu sein.
W. F. Kotz“

„Am 12. August 1885
Waren hier Fürst Karl
Trauttmansdorff, Fürstin
Josefine Trauttmansdf. geb.
Makgr. Palavecine, Gräfin
Theresia Abensberg Traun gb.
Gräf. Trauttmansdf. Gräf. Sofie,
Graf Ferdinand Trauttmansdf,
Gräfin Anna Fanni und Irma Schön-
born, Graf Hans Schönborn, Ba-
ronin Henriette Kotz geb. Gräfin
Kolowrat, Wenzl Frhr. Kotz Ober-
leutnant im 7. Drag. Regim.“

„Dieser Stein soll melden
Dasz drei junge Helden
Baron Heinrich Kotz, Christian
Wit v. Döring
Und Herr Johann Auer
Trotz kalten Regenschauer
Trotz Sturm und Schnee
Erstiegen diese Höh.
Krochen in eine Höhle
Sangen aus voller Kehle
Tranken ihr Bier
Im feuchten Quartier
Und mit frohen Muth
Bekam es ihnen gut
Am Osternentag d. 6.
April 1896“.

## Belege
1. ↑  http://www.army.cz/scripts/detail.php?id=11277
2. ↑  E. Richter, in: Unsere Westböhmische Heimat 9 (1937), S. 62
3. ↑  J. Micko, in: Unsere Westböhmische Heimat 7 (1935), S. 31–32.
4. ↑  Archivierte Kopie (Memento des Originals vom 4. April 2017 im Internet Archive)  Info: Der Archivlink wurde automatisch eingesetzt und noch nicht geprüft. Bitte prüfe Original- und Archivlink gemäß Anleitung und entferne dann diesen Hinweis.
5. ↑  http://www.sumavanet.cz/bela/fr.asp?tab=snet&id=3807&burl=&pt=RE
6. ↑  Archivierte Kopie (Memento des Originals vom 4. April 2017 im Internet Archive)  Info: Der Archivlink wurde automatisch eingesetzt und noch nicht geprüft. Bitte prüfe Original- und Archivlink gemäß Anleitung und entferne dann diesen Hinweis.